# Exiliniscus clipeatus
Exiliniscus clipeatus är en kräftdjursart som beskrevs av Joseph F. Siebenaller och Robert Raymond Hessler 1981. Exiliniscus clipeatus ingår i släktet Exiliniscus och familjen Nannoniscidae. Inga underarter finns listade i Catalogue of Life.